# Schorzijdebij
De schorzijdebij (Colletes halophilus) is een solitaire bij die voorkomt op de schorren van West-Europa. De lengte van het diertje bedraagt zo'n 12 millimeter. Als drachtplanten kent deze soort zulte, echt bitterkruid en kleine leeuwentand. Op stijve haren aan de achterpootschenen wordt stuifmeel vervoerd.
Alhoewel de soort een solitaire bij is, leven schorzijdebijen meestal in flinke kolonies bij elkaar, met dichtheden tot wel 560 nestgangen per vierkante meter. De schorzijdebij heeft de schorviltbij en gewone viltbij als broedparasieten ("koekoeksbijen") en ook de vlieg Miltogramma punctatissima. Elke nestgang heeft 3 tot 5 zijgangen, die door de bij worden behangen met een omhulsel, een wasachtige substantie van speeksel en voedsel, dat een zijde-achtig uiterlijk heeft en waterafstotend is. Het Miltogramma-vliegje wordt veelal om de tuin geleid door aanleg van een zijgang zonder afsluiting en eitje, maar met voedsel. Hierin ontwikkelt het vliegje zich niet volledig.
De vliegtijd is van augustus tot in oktober. De mannetjes verschijnen wat eerder dan de vrouwtjes, zodat ze geslachtsrijp zijn als deze uitsluipen. De vrouwtjes worden dan vaak massaal belaagd door mannetjes. Maar ook rustiger paringen zijn waargenomen. De larve van de schorzijdebij overwintert.
In Nederland is de soort zeldzaam, en bekend van de schorren van Zeeland, Terschelling, Griend en de Eemshaven.